# Apple S1
Apple S1 — інтегрований комп'ютер в Apple Watch, який Apple Inc. описує як «систему в пакеті» (SiP).
Вважається, що Samsung є основним постачальником ключових компонентів, таких як флешпам'ять ПДД і NAND, а також що Samsung здійснює збирання Apple S1, але перших розбірках було вивлено оперативну пам'ять і флешпам'ять Toshiba і Micron Technology.

## Конструкція системи в пакеті
Apple S1 використовує монтажний прикладний процесор, який разом із пам'яттю, сховищем та процесорами підтримки для бездротового зв'язку, датчиками та пристроями введення/виведення становить повноцінний комп'ютер в одному пакеті. Apple S1 заповнений смолою для міцності.

### Компоненти
Процесор, що обробляє сигнали Wi-Fi і Bluetooth, — це процесор Broadcom BCM43342, а шестиосьовий гіроскоп — від компанії STMicroelectronics.
- Розроблений Apple 32-бітний прикладний процесор APL0778 на базі ARMv7[11] як центральний процесор із вбудованим графічним процесором PowerVR SGX543.[5]
- 512 МБ DRAM від Elpida[en], припаяна[en] до центрального процесора APL0778
- Контролер NFC від компанії NXP
- Підсилювач NFC від компанії AMS[en]
- 8 ГБ флешпамʼяті від SanDisk і Toshiba
- Чип бездротової зарядки від компанії IDT
- Сенсорний контролер від компанії ADI
- Інтегрований гіроскоп/акселерометр від компанії STMicroelectronics
- Комбінований чип BCM43342 Wi-Fi/FM/BT від компанії Broadcom
- Блок управління живленням[en] (PMU) від компанії Dialog Semiconductor[en]

### Apple S1P
Система в пакеті у Apple Watch Series 1 називається Apple S1P і візуально ідентична до Apple S1, але насправді це Apple S2 без вбудованої функції GPS. Вона містить той самий двоядерний процесор із тими ж новими можливостями графічного процесора, що й Apple S2, що робить його приблизно на 50 % швидшим за Apple S1.

## Презентування
Apple S1 було представлено 9 вересня 2014 року в рамках події «Хотілося б, щоб ми могли сказати більше» (англ. Wish we could say more).
Apple S1P було представлено 7 вересня 2016 року в рамках події «До зустрічі 7 числа» (англ. See you on the 7th).

## Дата випуску
Apple S1 вперше з'явився в Apple Watch, які були випущені в квітні 2015 року. Apple S1 вироблялися до випуску Apple Watch Series 1, у яких був Apple S1P.
Apple S1P був випущений 16 вересня 2016 року разом з Apple Watch Series 1.

## Зображення

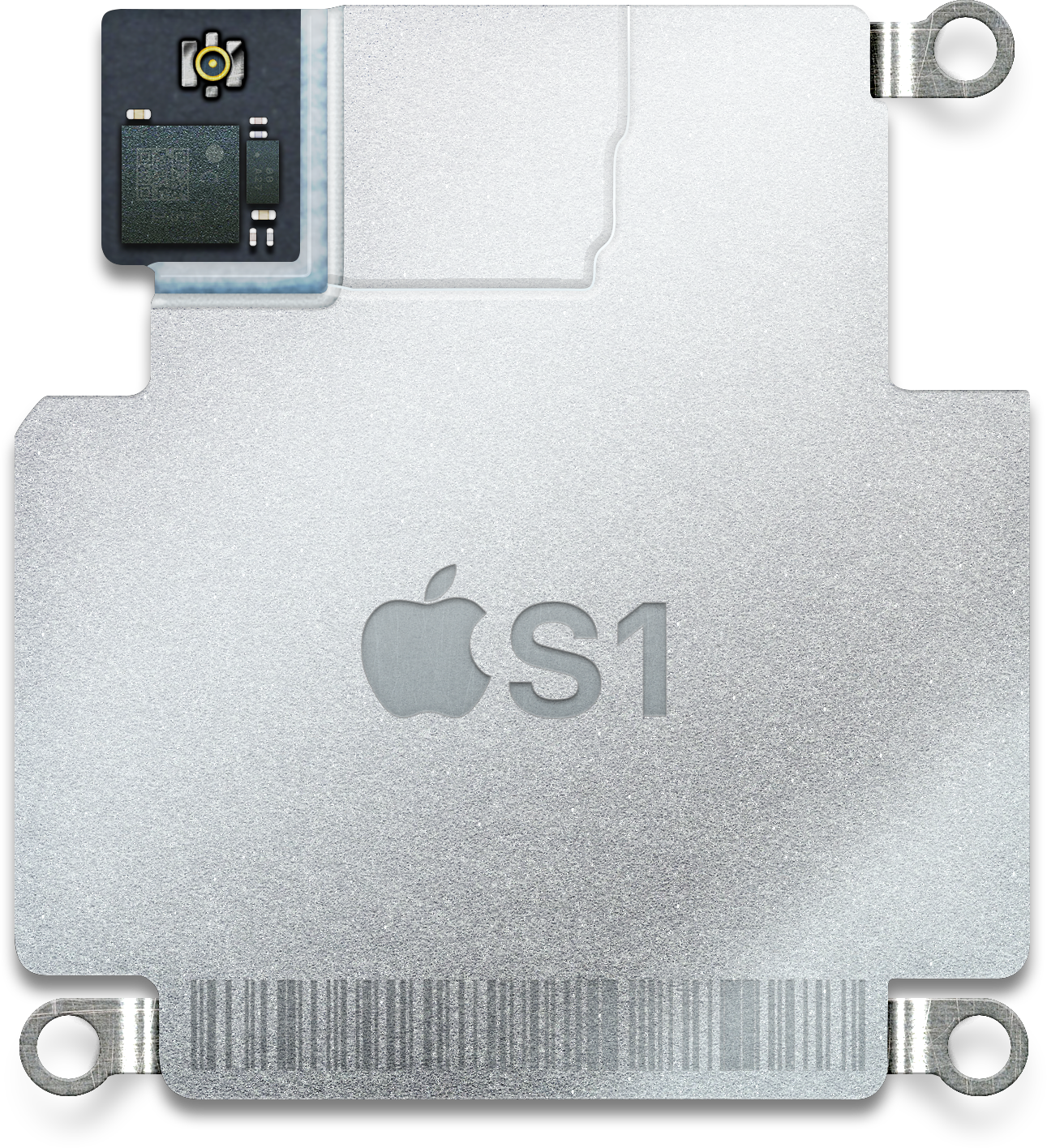
Ілюстрація інкапсульованого пакету Apple S1.
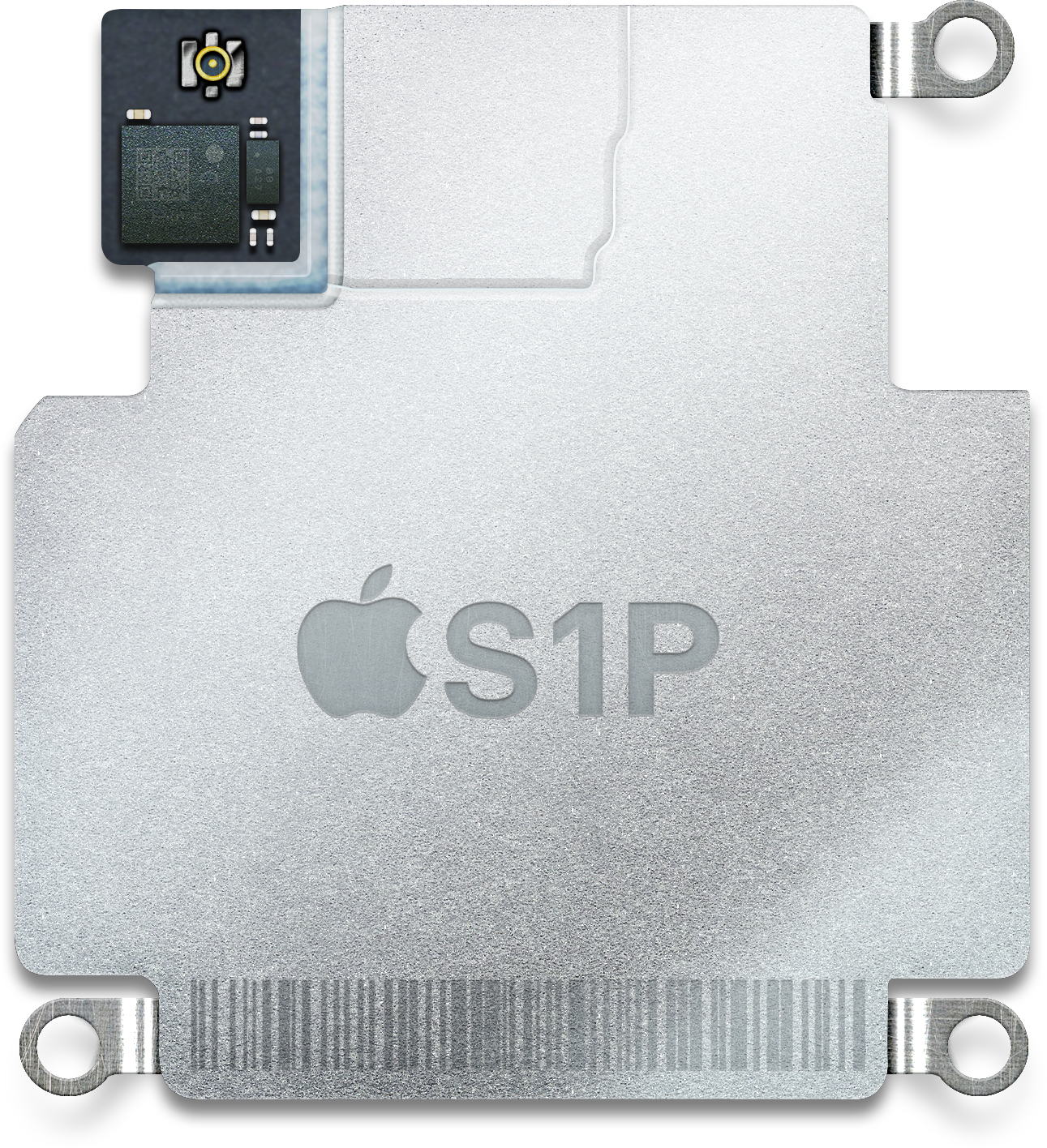
Пакет Apple S1P має незначні відмінності, які інкапсульовані всередині.
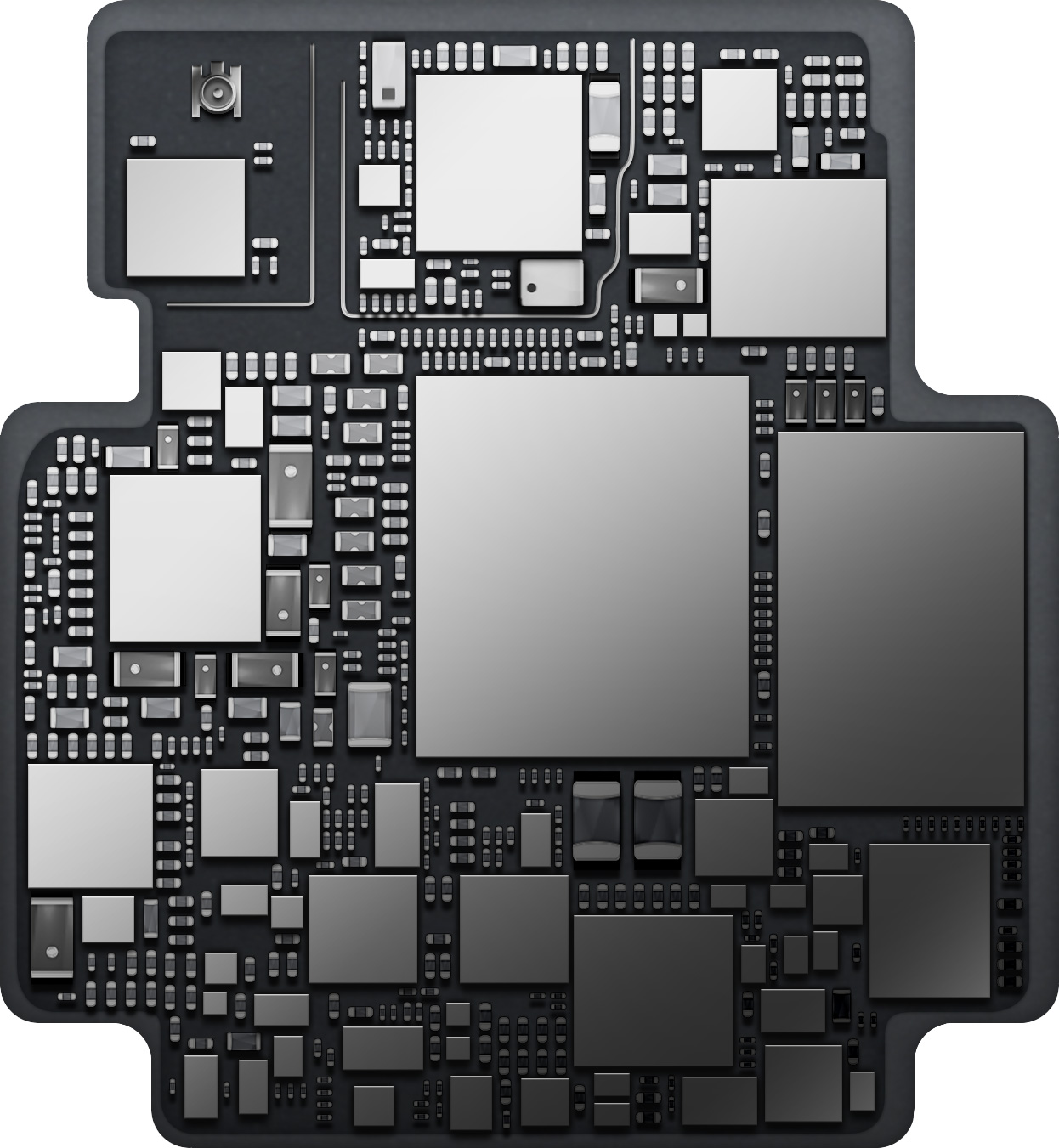
Розташування мікросхем та інших компонентів у корпусі Apple S1.
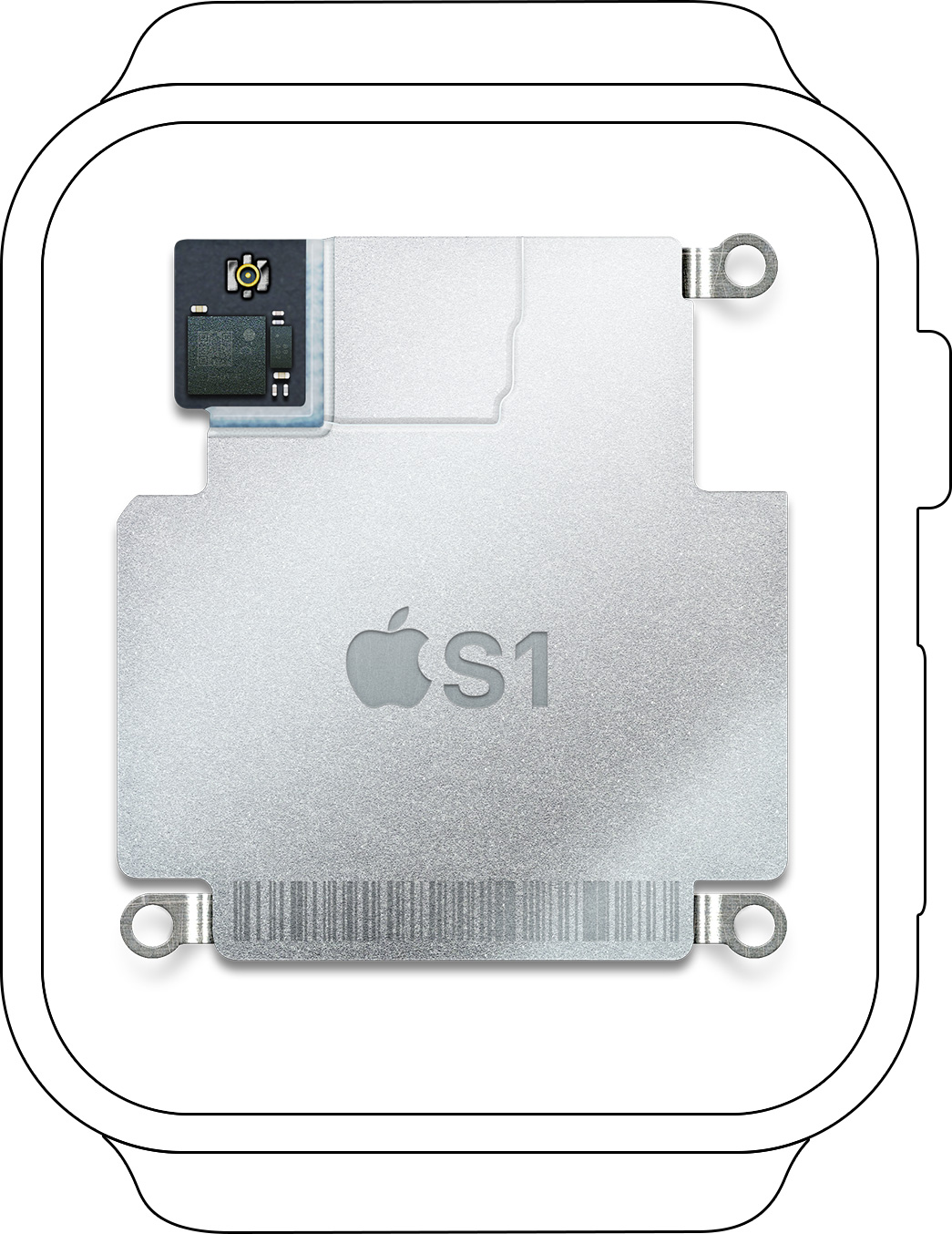
Порівнянні розмірів Apple S1 і корпусу Apple Watch.
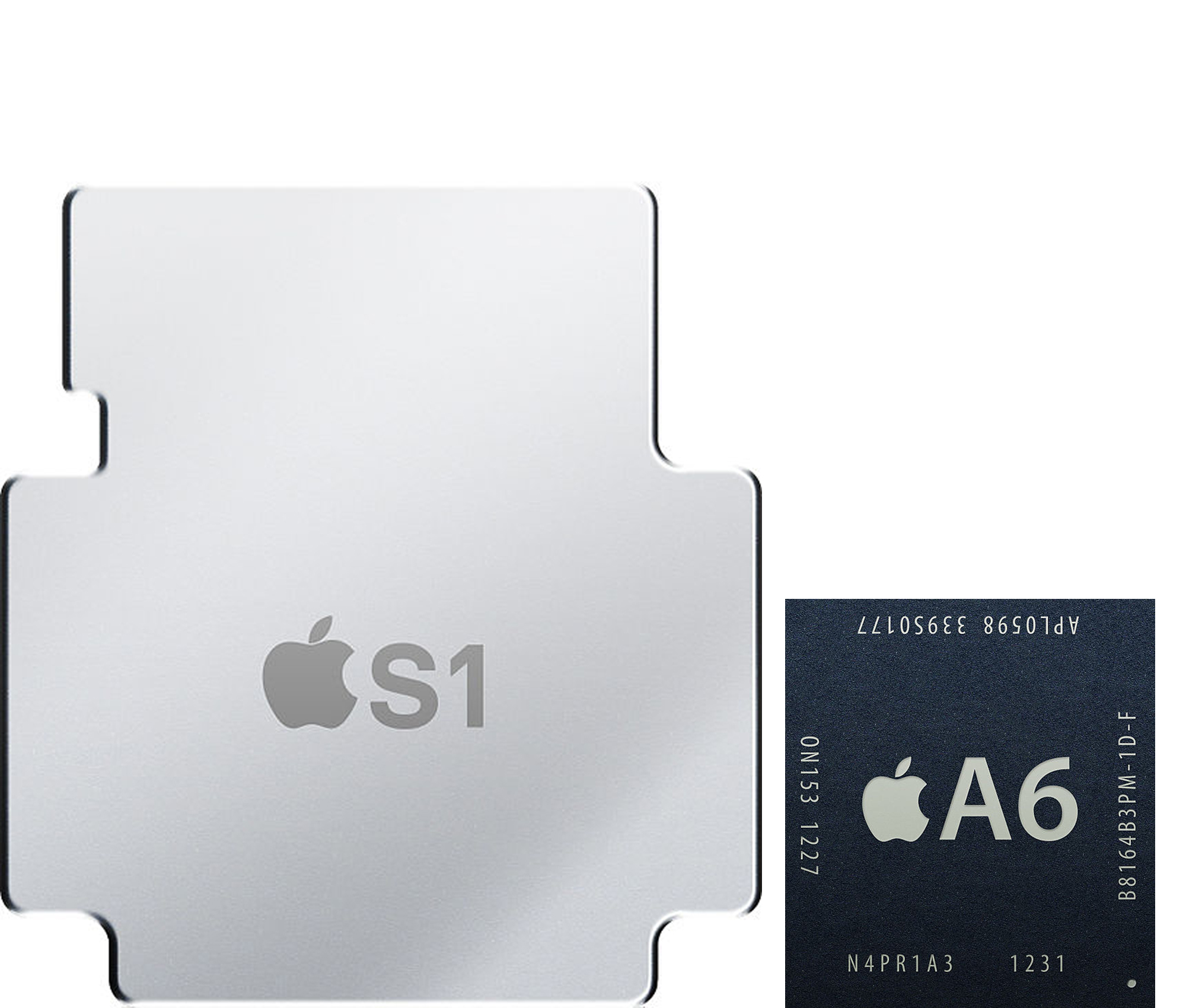
Порівняння розмірів Apple S1 і Apple A6, що використаний в iPhone 5.